# Noragami
A Noragami (eredeti cím: ノラガミ, szó szerint: Kóbor Isten) japán mangasorozat, amelyet Adachitoka alkotott meg. A képregény a Kodansha kiadó Monthly Shounen Magazine-jában jelenik meg folyamatosan 2010 óta. 2015 novemberéig 17 kötet jelent meg. A Bones stúdió által készített anime adaptáció 2014-ben jelent meg a képernyőkön 12 epizóddal. A sorozat második évada Noragami: Aragoto címen 2015 év októberében debütált.

## Történet
Iki Hiyori egy átlagos középiskolás lány egészen addig, amíg el nem üti egy busz, miközben egy melegítős Yato nevű embert próbál megmenteni.
A baleset következtében félig kísértetté változik. Miután megtudja, hogy Yato egy isten, Hiyori belecsöppen az istenek világába, közben viszont meg kell próbálnia az élők között maradni.

## Média

### Manga
A Noragami Adachitoka mangájaként indult. A képregény 2010. december 6-án jelent meg először a Kodansha kiadó Monthly Shounen Magazine-jában. A mai napig 15 kötet jelent meg. A kilencedik kötet limitált kiadása egy dráma CD-t tartalmazott, míg a 10. és 11. kötetek egy-egy speciális anime DVD-vel együtt kerültek polcra. A sorozat főszálához nem kapcsolódó fejezeteit a Noragami Shūishū című kötet foglalja össze. A képregényt Amerikában a Kodansha Comics USA fordítja és terjeszti Noragami: Stray God címen. Az első kötet 2014 szeptemberében jelent meg, ez év augusztusáig pedig már 5 másik is lefordításra került.

### Anime
A Noragami tv-sorozatot a Bones stúdió vitte képernyőre. A rendező Tamura Koutarou, a szövegeket Akao Deko írta, a karakterdizájnért pedig Kowamoto Toshihiro volt felelős. Az első televíziós sugárzás előtt a sorozat nyitóepizódját a 2013-as Ázsiai Anime Fesztiválon is bemutatták. Az anime sugárzása Japánban 2014 januárjában kezdődött meg a Tokyo MX, később pedig az MBS, BS11 és TVA csatornákon. Amerikába a Funimation csoport juttatta (és juttatja most is) el az egyes epizódok leadását követő néhány órában. A sorozat 12. és egyben utolsó epizódja 2014 márciusában került levetítésre. A sorozat mellett 2 speciális epizód is készült, melyek a manga 10. és 11. kötetének limitált kiadásával együtt kerültek polcra. Az anime főcímdala a Goya no Machiawase címet viseli, az előadó pedig a Hello Sleepwalkers nevű japán együttes. A sorozat második évada, a Noragami: Aragoto 2015 októberében indult el, ami 13 részből áll és szintén készült belőle 2 speciális epizód is. A főcímdal a Kyōran Hey Kids!!, melyet a The Oral Cigarettes ad elő.

### Játék
Még ebben az évben megjelenik egy mobiljáték Noragami
~Kami to Enishi~ (Noragami ~Istenek és Sors~) címen.

### Fogadtatás
A Noragami 2014.
első felében a 14. legeladottabb manga volt Japánban.